# Arbat

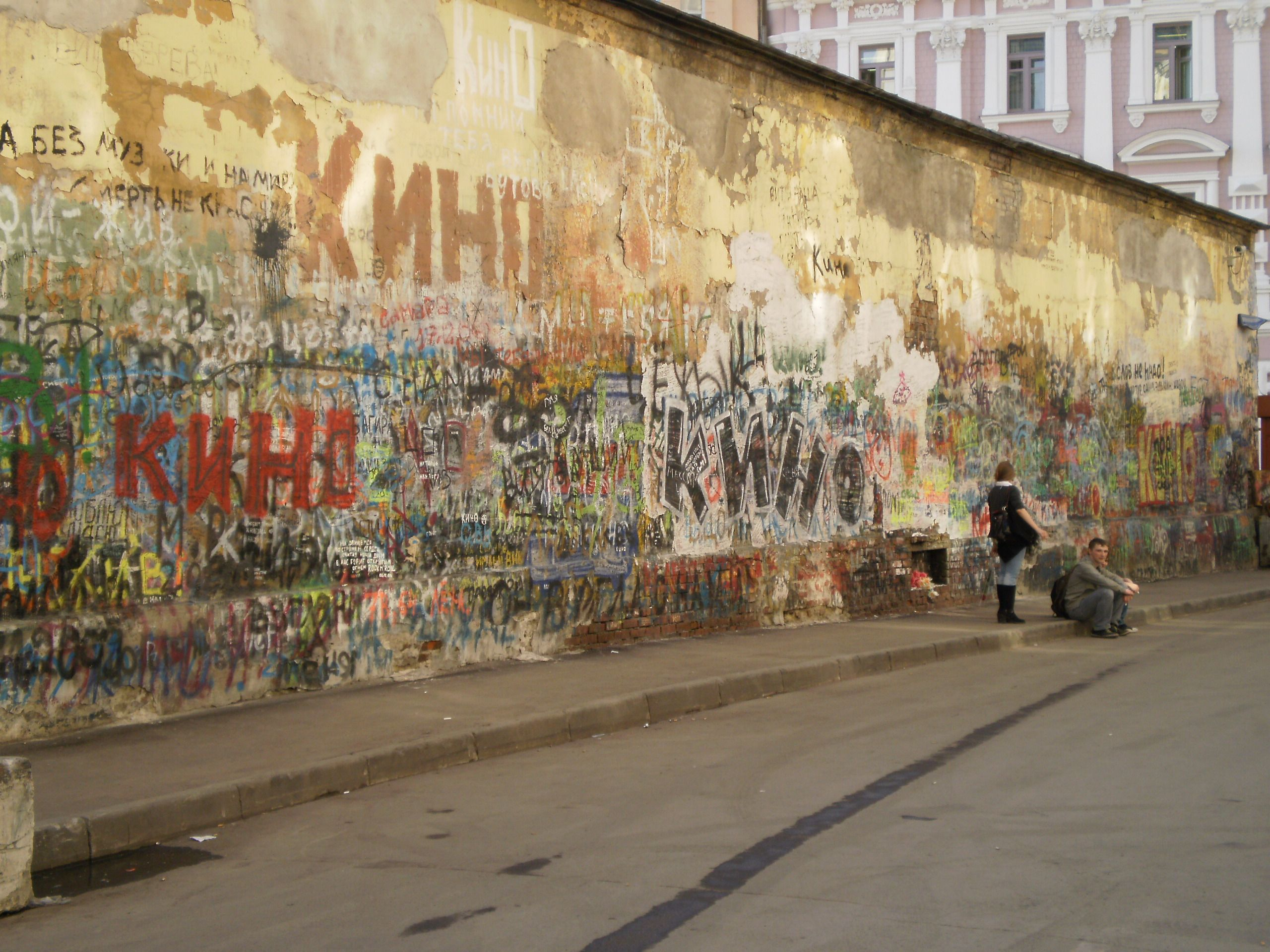
Ściana z graffiti poświęconym Wiktorowi Cojowi

Arbat lub Stary Arbat (ros. Арбат) – ulica w centrum Moskwy. Od jej nazwy pochodzi także nazwa części dzielnicy miasta znajdującej się w centralnym okręgu administracyjnym Moskwy.

## Historia ulicy
Nazwę swą ulica wzięła od posiadłości ziemskiej Orbat położonej na zachód od moskiewskiego Kremla, ale jak do tej pory nie udało się wywieść tego toponimu. Najczęściej przywoływana hipoteza mówi o tym, że nazwa ta wywodzi się z arabskiego słowa arbad lub rabad − „podgrodzie” lub „przedmieście” − które mogło się przyjąć w okresie panowania nad Moskwą Złotej Ordy.
Pierwsze wzmianki o Arbacie pochodzą z 1493, gdy stanowił część drogi z Kremla do Smoleńska. Jako ulica funkcjonuje od 1592. W XVIII wieku Arbat stał się jedną z najmodniejszych ulic w mieście i de facto pozostaje nią do dziś. Większość wczesnych zabudowań spłonęła w czasie pożaru Moskwy w 1812, co wiązało się z inwazją napoleońską. Współczesna zabudowa Arbatu pochodzi głównie z początków XX wieku i stanowi ciekawe przykłady architektury secesyjnej oraz konstruktywistycznej. W okresie międzywojennym wyburzono większość okolicznych cerkwi, a u jednego z końców ulicy powstał wieżowiec Ministerstwa Spraw Zagranicznych.
W drugiej połowie lat osiemdziesiątych XX wieku ulicę przebudowano, zamieniając ją w deptak, który stał się jedną z popularniejszych atrakcji turystycznych miasta. Od tego czasu Stary Arbat gromadzi handlarzy pamiątkami oraz drobnych artystów i żebraków. W okresie pieriestrojki był miejscem manifestacji politycznych i spotkań nieformalnych ruchów młodzieżowych. Pozostałością po tych czasach jest ściana pamięci kultowego piosenkarza Wiktora Coja na rogu Arbatu i pierieułka Krzywoarbackiego.
W 1992 roku nazwę Nowy Arbat nadano pobliskiej ulicy, znanej poprzednio jako prospekt Kalinina.

## Arbat w kulturze
Arbat zajmuje istotne miejsce w rosyjskiej kulturze po pierwsze ze względu na fakt, że w jego okolicach zamieszkiwało wielu znanych artystów. Należeli do nich poeci Aleksander Puszkin i Andriej Bieły, pisarz Anatolij Rybakow, bard Bułat Okudżawa. Pomniki Puszkina i Okudżawy stoją dziś na Arbacie. Ulica pojawia się także często w utworach artystycznych, między innymi powieściach Dzieci Arbatu Rybakowa, a także Mistrz i Małgorzata Bułhakowa, gdzie mowa o sklepie Torgsinu przy Arbacie i o dawnym mieszkaniu Mistrza w jednym z zaułków przy tej ulicy.

W Ułan Ude nazywa się tak centralną ulicę miasta, czyli ulicę Lenina.

W Krasnodarze jest to część ulicy Czapajewa w centrum miasta.

W Ałmaty nazywana jest tak część ulicy Żibek żol, dawniej Gorkiego, również w centrum miasta.

We Władywostoku Arbatem nazywają ulicę Admirała Fokin (deptak z licznymi fontannami).

W Twerze tak nazywany jest deptak Trójcy Świętej.

W Czelabińsku też jest Arbat, czyli Kirowka.

Ulica jest tematem popularnych piosenek, na przykład Pierieułoczki Arbata Jurija Antonowa i licznych utworów Okudżawy.